# Epipremnum
Epipremnum é um género botânico pertencente à família Araceae.

## Espécies
O género Epipremnum inclui as seguintes espécies:
- Epipremnum aureum
- Epipremnum ceramense
- Epipremnum mampuanum
- Epipremnum mirabile
- Epipremnum pinnatum